# Śledzie (województwo warmińsko-mazurskie)
Śledzie (niem. Heering) – kolonia w Polsce położona w województwie warmińsko-mazurskim, w powiecie szczycieńskim, w gminie Dźwierzuty. Miejscowość wchodzi w skład sołectwa Rańsk.
W latach 1975–1998 miejscowość administracyjnie należała do województwa olsztyńskiego.